# 다야스 도쿠가와가
다야스 도쿠가와가(田安徳川家)는 도쿠가와씨의 분가인 고산쿄 중 으뜸인 가문이다. 다야스가(田安家)로도 불린다.

## 개요
에도 막부 8대 쇼군 도쿠가와 요시무네의 차남 도쿠가와 무네타케를 가조로, 도쿠가와 쇼군가에 후사가 없을 때를 대비해 고산쿄의 다른 2가문과 함께 후사를 배출할 수 있는 자격을 갖게 되었다. 가격은 도쿠가와 고산케의 다음이고, 고쿠다카는 10만 석이다. 가명의 유래가 된 저택, 타야스 저택은 에도성 타야스몬 안에 시미즈 저택의 서쪽, 현재 키타노마루 공원ㆍ일본 무도관 부근에 있으며, 이 땅이 타야스메이노카미 (현 츠쿠도 신사)의 옛 땅이어서 이 이름이 붙여졌다. 
교호 14년 (1729년), 무네타케는 원복해, 우에몬 감독이라 칭하고, 오마모리 (가로)라는 이름을 붙여 쿠라마이 뇌료 3만섬을 받았다. 이듬해 15년 (1730년)에는 타야스몬 내에 저택 부지를 부여받고, 이듬해 16년 (1731년)에 야카타로 옮겼다. 엔쿄 3년 (1746년)에는 쿠라마이 지급이 영지로 전환되어, 뇌료 영지 10만 석을 무사시ㆍ코즈케ㆍ카이ㆍ이즈미ㆍ셋츠ㆍ하리마 등 6개 국에 주어졌다.
무네타케는 준영(俊英)으로 알려져, 국학을 배우고, 와카를 자주하는 호학의 가계였으나, 적자인 2대 하루사토가 병약하여 요절하였다. 이때, 집에 남아있던 동생 마사마루 (마츠다이라 사다노부)는 이미 시라카와번 히사마츠 마츠다이라가의 양자행이 결정되어 있어서, 3대로 가독을 상속받는 것이 허용되지 않았다. 그래서 무네타케의 핏줄은 이후의 타야스가에게는 전해지지 않았으나, 사다노부를 통해 히사마츠 마츠다이라가에 전해졌다. 타야스가는 십수년에 걸쳐, 아키야시키 (당주 부재)가 된 후, 히토츠바시가 출신인 나리마사가 상속받았다.
이후, 히토츠바시 무네타다의 핏줄이 이어져, 고산쿄 중 유일하게 요시무네의 후손이 막부 말기까지 당주가 되었다.
에도 시대를 거치며, 타야스가에서 쇼군을 배출하지는 않았지만, 15대 쇼군 요시노부의 근신 후, 게이오 4년 (1868년) 윤4월에 7대 당주 카메노스케가 도쿠가와 종가를 상속받았다 (16대 당주 도쿠가와 이에사토). 이듬해 5월, 아버지 요시요리가 다시 당주가 되어, 타야스번으로 유신입번하기도 했으며, 메이지 2년 (1869년), 판적봉환 때, 지번사로 임명되지 않고 폐번되었고, 메이지 3년 3월에 가록 3148석을 지급받았다. 메이지 유신 후에는 화족에 올라 백작 작위를 받았다.

## 타야스가 영지
엔쿄 3년에 배령한 10만 석은 막부 직할령으로부터 분할되어 어료(御料) 취급을 받았다. 내역은 카이국 3만 석을 비롯해, 무사시국 1만 7천석, 시모우사국ㆍ하리마국에 각각 1만 2천석, 셋츠국ㆍ이즈미국에 각각 1만 3천석이었다.
카이국 3만 석은 야마나시군ㆍ야츠시로군의 63개 마을으로, 야마나시군 이치마치 타나카촌에 진야 (타나카 진야, 야마나시시)가 설치됐다. 덴포 3년 (1832년)에는 무사시국의 영지로, 야마나시군ㆍ야츠시로군 두 군에서 41개 마을이 추가되었다. 카이국의 타야스가 영지에서는, 대소절세법 등 카이 독자적인 세제는 유지되었지만, 자주 수탈 강화가 이루어져, 영민과의 대립을 초래하고, 간세이 4년 (1792년)에는 타야스가 영지에서 후토마스 소동이 일어났다. 막부 말기에는 상지가 검토되었지만, 메이지 유신까지 존속해, 메이지 2년 (1869년)에 타야스가 지배에 반대하는 영민의 현청 측의 주도로 신정부에 편입되어, 타야스가 영지는 소멸했다 (타야스가령 잇키).

## 에도 시대 당주 및 후사 목록
※밑에 안쓰여있는 사람은 친자 없음
1. 무네타케 (1716년-1771년, 재임. 1731년-1771년)
  1. 하루사토 (2대 당주)
  2. 사다쿠니 (히사마츠 마츠다이라가 (마츠야마)에 양자로 감. 이요 마츠야마번 9대 번주)
  3. 사다노부 (히사마츠 마츠다이라가 (쿠와나)에 양자로 감. 무츠 시라카와번 3대 번주)
2. 하루사토 (1753년-1774년, 재임. 1771년-1774년), 하루사토 사후 당주 대행 호렌인 (宝蓮院, 초대 당주 무네타케의 정실)
3. 나리마사 (1779년-1846년, 재임. 1787년-1836년) - 히토츠바시 도쿠가와가에서 양자 입양
  1. 나리쿠라 (히토츠바시 도쿠가와가 5대 당주)
  2. 요시히사 (히토츠바시 도쿠가와가 7대 당주)
  3. 요시요리 (5대ㆍ8대 당주)
  4. 마츠다이라 요시나가 (에치젠 마츠다이라가에 양자로 감. 에치젠 후쿠이번 14대 번주)
  5. 요시츠구 (오와리 도쿠가와가에 양자로 감. 오와리번 13대 번주)
4. 나리타카 (1810년-1845년, 재임. 1836년-1839년) - 도쿠가와 쇼군가에서 양자 입양. 11대 쇼군 이에나리의 아들, 1839년, 오와리번 12대 번주로써 오와리 도쿠가와가에 감.
5. 요시요리 (1828년-1876년, 재임. 1839년-1863년)
  1. 히사치요 (6대)
  2. 가메노스케 (7대)
  3. 사토타카 (9대)
  4. 요리미치 (키슈 도쿠가와가에 양자로 감. 키슈 도쿠가와가 13대 당주, 후작)
6. 히사치요 (1860년-1865년, 재임. 1863년-1865년) - 6살의 나이로 요절.
7. 가메노스케 (1863년-1940년, 재임. 1865년-1868년) : 메이지 유신 이후 도쿠가와 종가 제16대 당주 도쿠가와 이에사토

## 메이지 유신 이후 타야스 도쿠가와가 당주
- 8대 당주 요시요리 (5대 요시요리가 재취임)
- 9대 당주 (백작) 사토타카 (시종장)

## 전후 타야스 도쿠가와가 당주
- 10대 당주 도쿠가와 사토나리
- 11대 당주 도쿠가와 무네후사 (현 당주)